# 小行星15695
小行星15695（15695 Fedorshpig）是一颗绕太阳运转的小行星，为主小行星带小行星。该小行星于1985年9月11日发现。

## 轨道参数
小行星15695的轨道半长轴为2.4293437 UA，离心率为0.248。